# 14街-聯合廣場車站
14街-聯合廣場車站（英語：14th Street – Union Square station）是美國紐約地鐵一個車站複合群，由BMT百老匯線、BMT卡納西線和IRT萊辛頓大道線共用，位於曼哈頓聯合廣場第四大道與14街交界地下，設有以下列車服務：
- 4號線、6號線、L線、N線、Q線列車（任何時候停站）
- 5號線、R線列車（任何時候停站（深夜除外））
- W線列車（僅平日停站）
- <6>列車（僅繁忙時段的尖峰方向停站）

2014年有35,677,468名乘客進入此站，成為紐約地鐵第四繁忙的車站。
此複合站位於幾個有名的商業區、住宅區和夜生活地帶的鄰里邊界，包括東南面的東村、南及西南面的格林尼治村、西北面的雀兒喜、北及東北面的熨斗區和葛萊美西公園。
此站原先為三個分開的車站，於1940年各地鐵統一以後才合併。它們現時共用夾層、入口以及統一指示牌。此複合於2005年列入國家史蹟名錄。

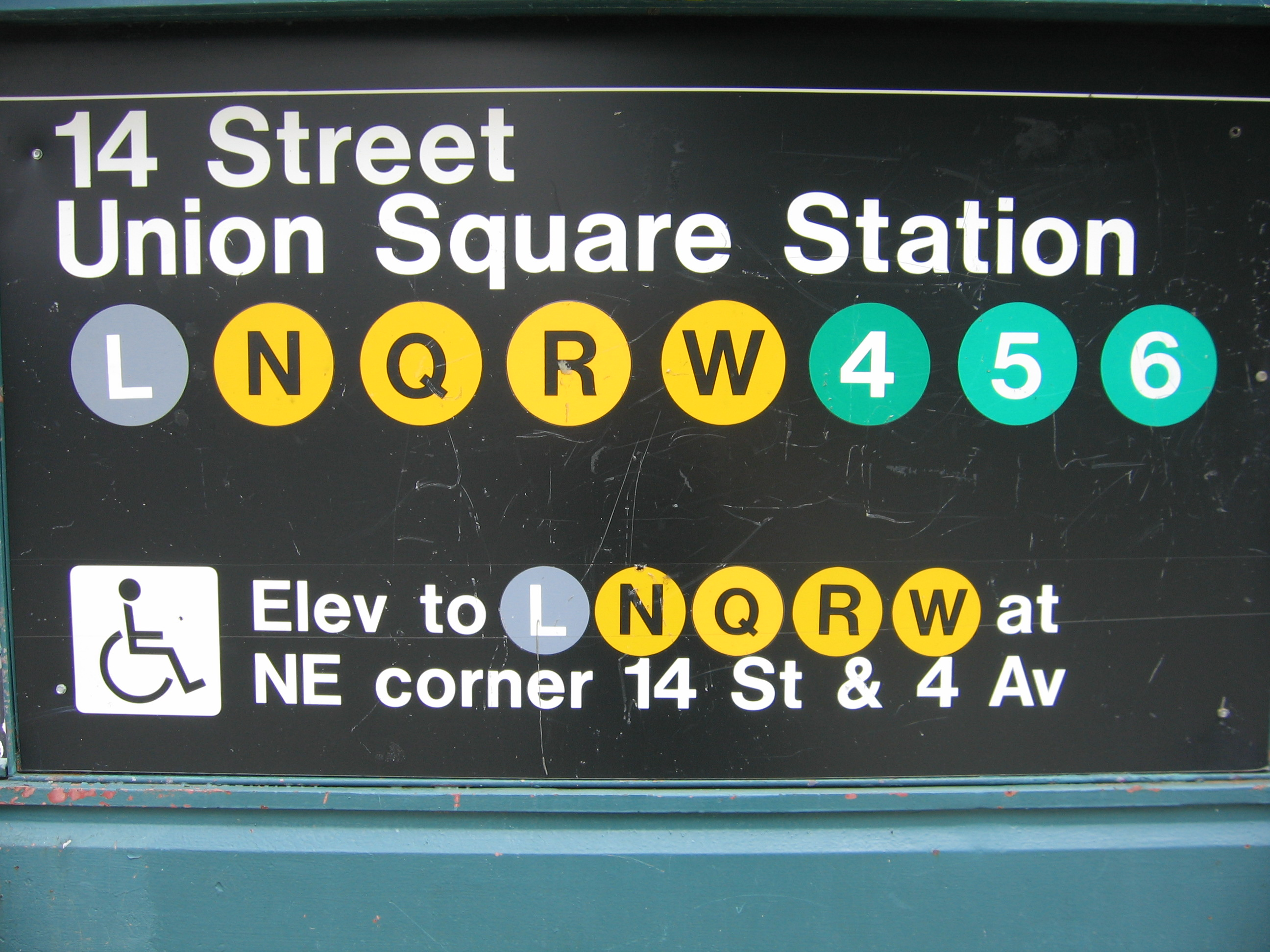
14街-聯合廣場車站的乘客資訊

## 車站構造
| G  | 街道                  | 出入口 |
| B1 | 夾層                  | 閘機、車站詢問處 升降機位於14街及公園大道南（聯合廣場東）東北角 |
| B2 | 側式月台，不使用      | 側式月台，不使用 |
| B2 | 北行                  | 往佩勒姆灣公園（ 往帕克徹斯特（尖峰時段及日中時段））（23街） · 深夜時往伍德羅恩（23街）                                                                              |
| B2 | 島式月台，左/右側開門 | |
| B2 | 北行快速              | 除深夜外往伍德羅恩（大中央-42街） · 平日往代里大道（尖峰時段往涅雷大道）（大中央-42街）                                                                               |
| B2 | 南行快速              | 除深夜外往皇冠高地-猶提卡大道（布魯克林橋-市政府） · 平日往夫拉特布殊大道-布魯克林學院、週末往滾球綠地（布魯克林橋-市政府）                                           |
| B2 | 島式月台，左/右側開門 | |
| B2 | 南行                  | 往布魯克林橋-市政府（阿斯托廣場） · 深夜時往新地段大道（阿斯托廣場）                                                                                                  |
| B2 | 側式月台，不使用      | |
| B2 | 南行                  | 經海灘往斯提威爾大道（第八街-紐約大學） · 深夜時經布萊頓往斯提威爾大道（第八街-紐約大學） · 往灣脊區-95街（第八街-紐約大學） · 平日往白廳街-南碼頭（第八街-紐約大學） |
| B2 | 島式月台，左/右側開門 | |
| B2 | 南行快速              | 平日經海灘往斯提威爾大道（堅尼街） · 經布萊頓往斯提威爾大道（堅尼街）                                                                                                 |
| B2 | 北行快速              | 平日往阿斯托利亞-迪特馬斯林蔭路（34街-先驅廣場） · 往96街（34街-先驅廣場）                                                                                            |
| B2 | 島式月台，左/右側開門 | |
| B2 | 北行                  | 平日、 週末和深夜往阿斯托利亞-迪特馬斯林蔭路（23街） · 除晚上外往森林小丘-71大道（23街） · 深夜時往57街（23街）                                                       |
| B3 | 北行                  | 往第八大道（第六大道） |
| B3 | 島式月台，左側開門    | |
| B3 | 南行                  | 往卡納西-洛克威公園道（第三大道） |

## IRT萊辛頓大道線月台
14街-聯合廣場車站於1904年10月27日，是IRT萊辛頓大道線的快車地鐵站，設有兩個島式月台和四條軌道。上下城月台有少許偏差和彎道。月台伸縮踏板和下城側可移動月台自動按照列車到站時營運。車站夾層位於月台上方。
車站設有兩個已廢棄的慢車側式月台。

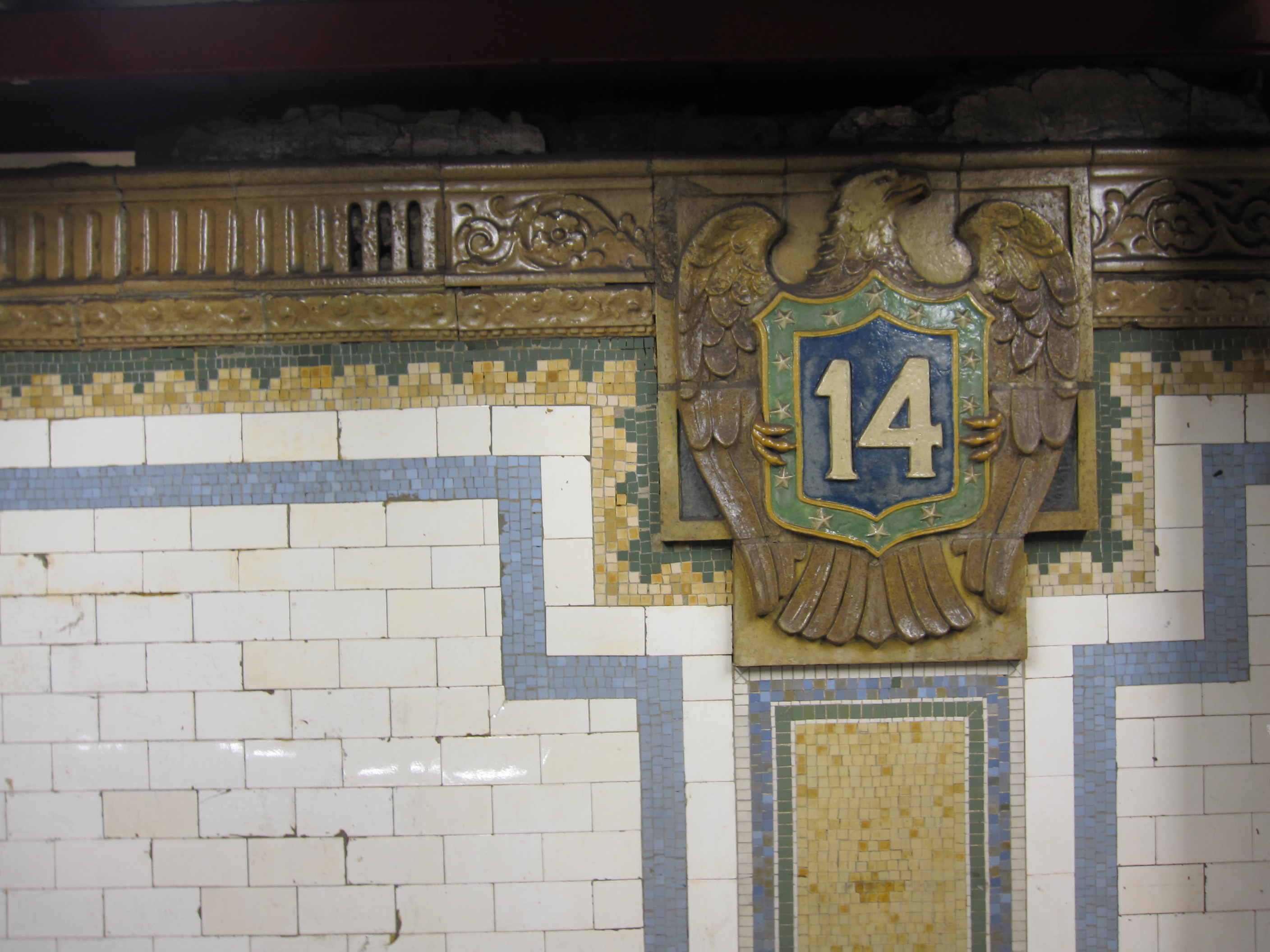
Old IRT "14" eagle cartouche
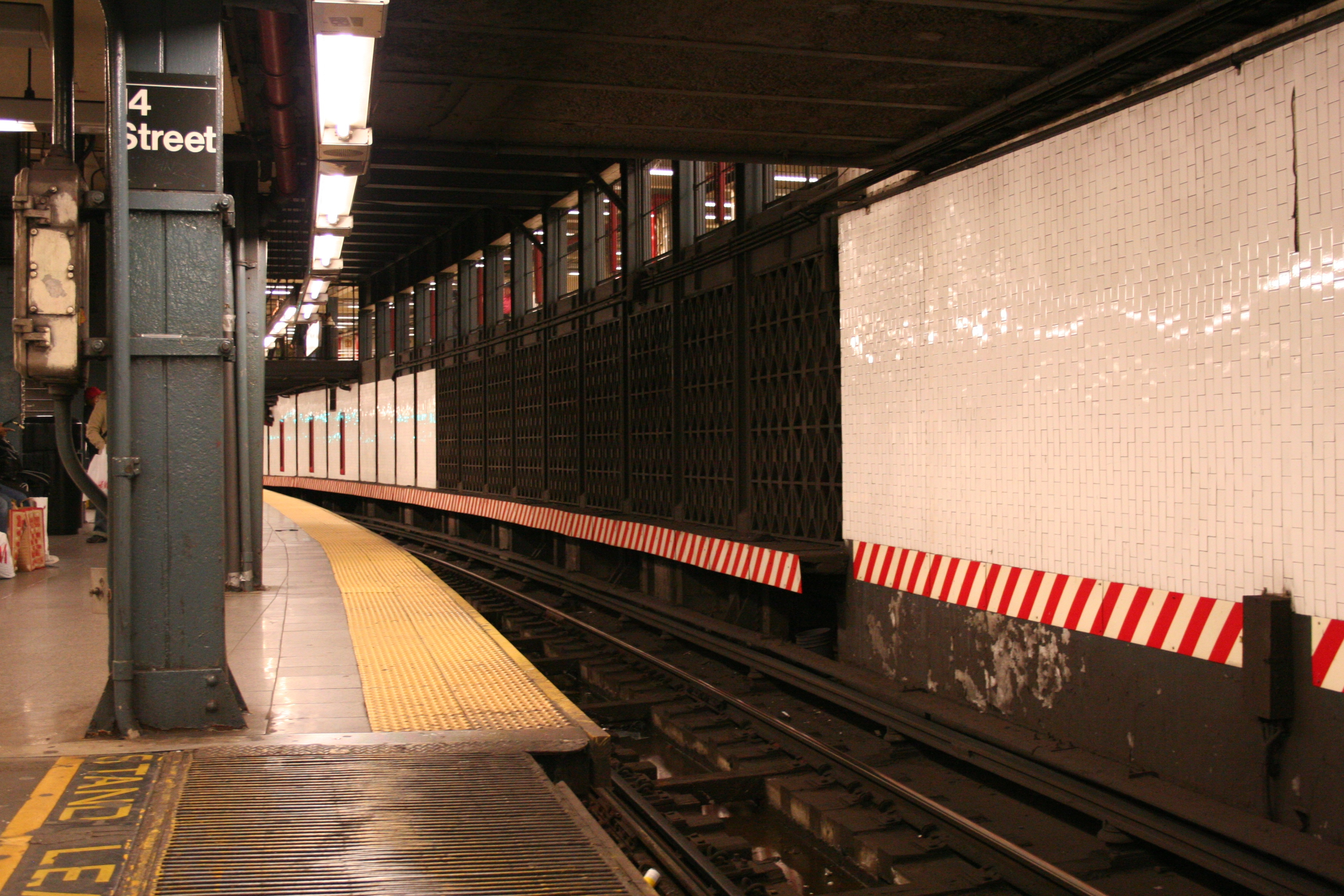
右邊為已停用的側式月台，其邊沿仍可見。

## BMT百老匯線月台
14街-聯合廣場車站於1917年9月5日啟用，是BMT百老匯線的一個快車地鐵站，設有兩個島式月台和四條軌道。
此站亦是曼哈頓最南面設有全部四條途經BMT百老匯線的路線的跨月台轉車站。夾層與上跨層亦已經重建。部分舊行人道和樓梯已經關閉，包括直接與北行側最南端樓梯的一個
車站於1970年代末翻新。MTA更換了原先的瓷磚、舊指示牌和燈泡，改為1970年代的瓷磚、指示牌和光管。同時亦整頓了樓梯和月台邊緣。2002年，車站再升級為無障礙通行，並裝上舊的1910年代末期瓷磚。升級同時MTA維修了樓梯、重鋪牆磚和地磚、升級車站的照明和公共地址系統，在月台邊緣安裝黃色安全踏板，加入新指示牌和在來回方向鋪設新道床。車站現時已經在來回方向月台，以及往IRT萊辛頓大道線的車站入口和通道設有升降機（但萊辛頓大道線月台仍未安裝升降機）。
2005年在此站安裝了一個由Chiho Aoshima創作，名為的藝術品。

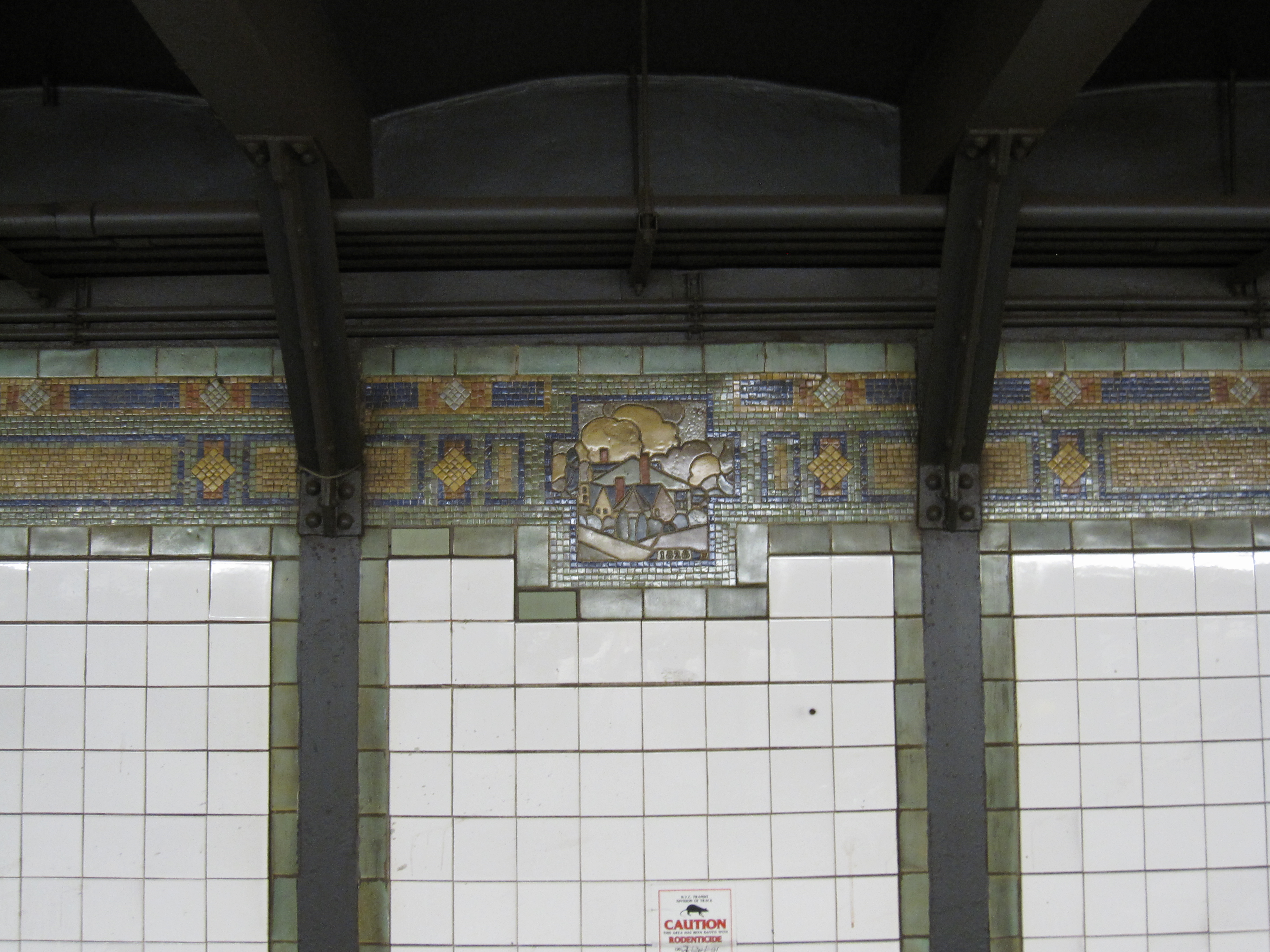
Depiction of the junction of Broadway and the Bowery Road in 1828
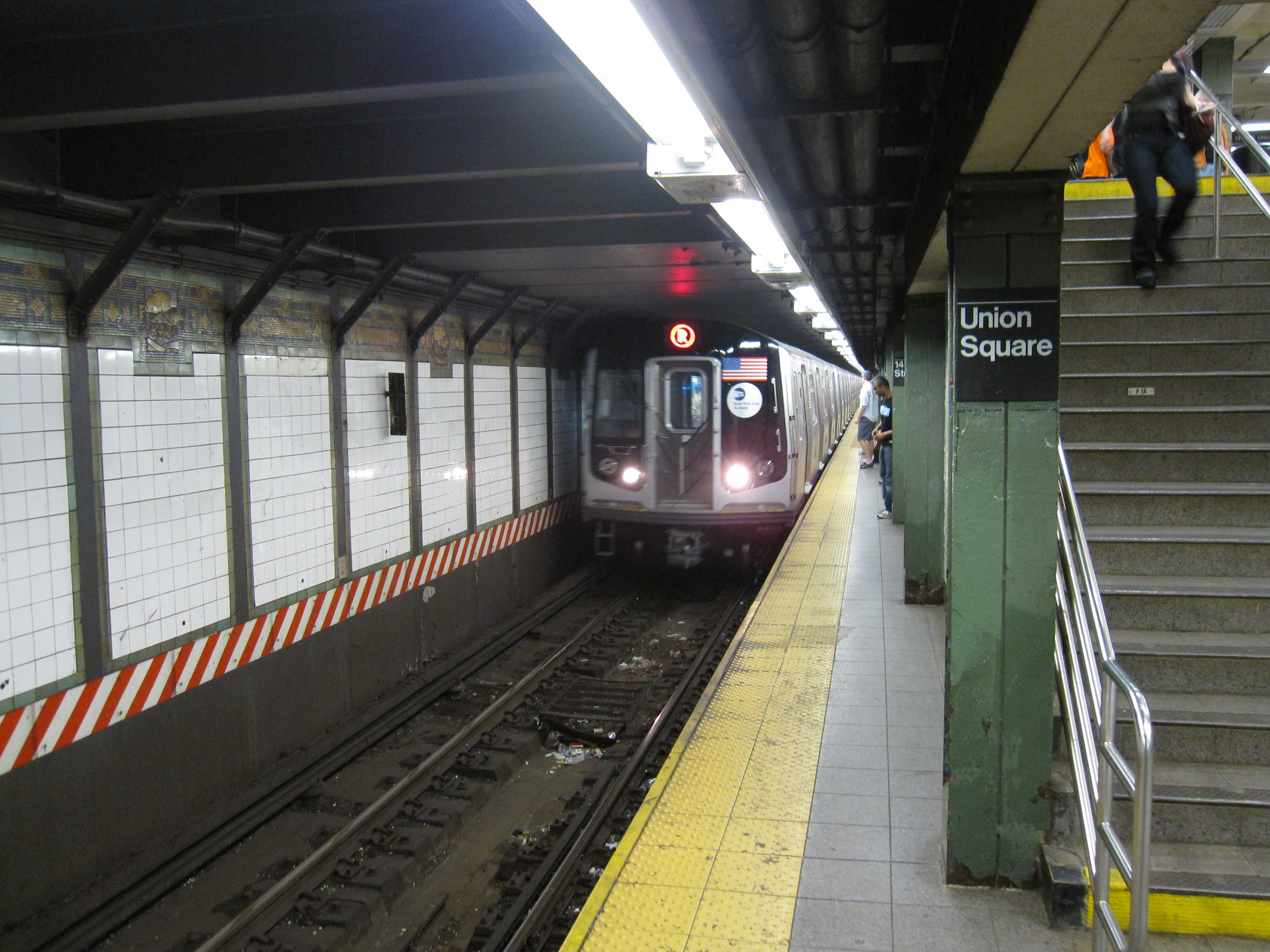
R Broadway Local train arriving
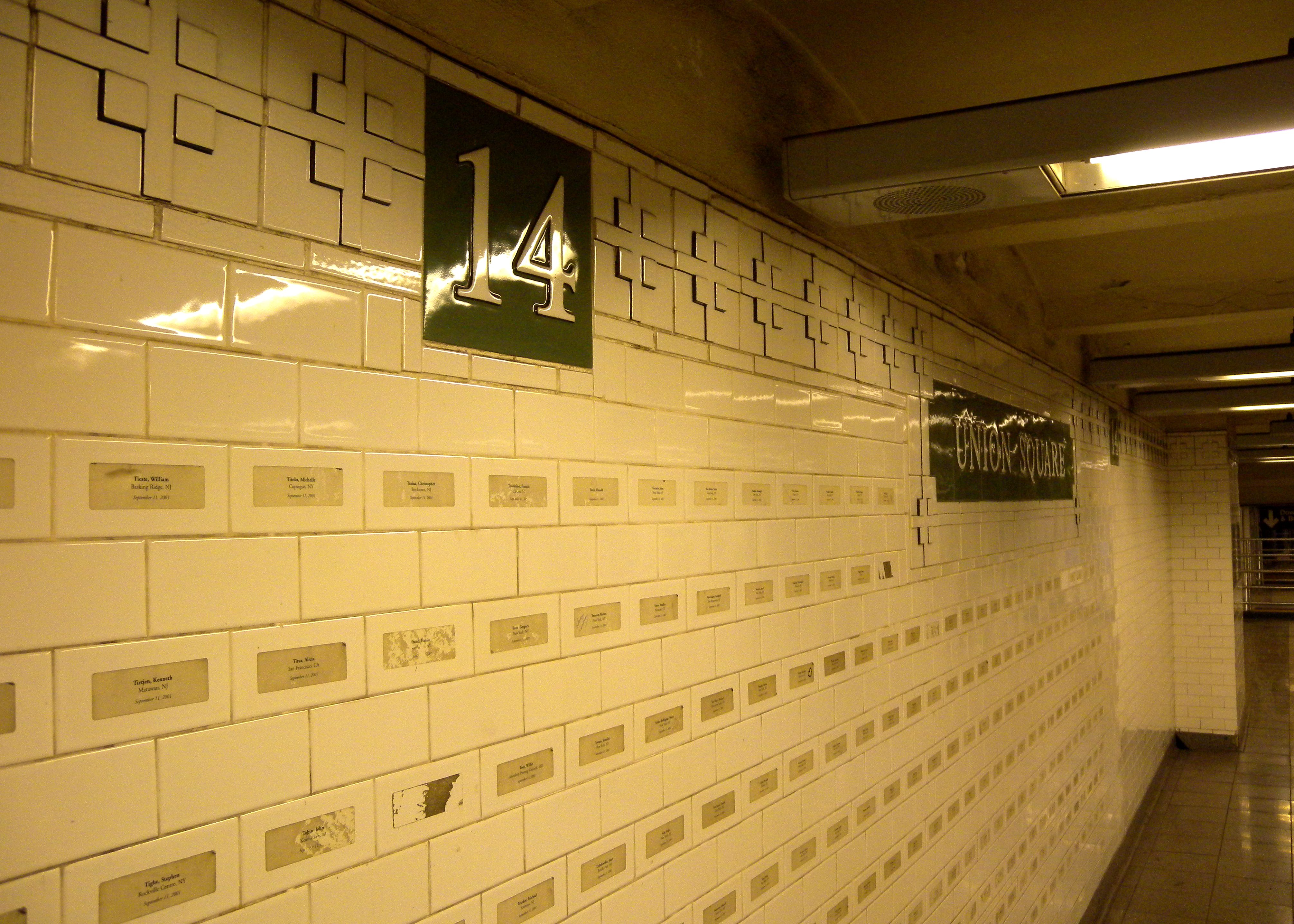
New tile name tablets on the mezzanine with 9-11 memorial

## BMT卡納西線月台
聯合廣場車站位於BMT卡納西線，於1924年6月30日作為「14街-東線」一部分啟用，由第六大道通過東河和威廉斯堡前往蒙特羅斯大道及布什維克大道。車站設有一個島式月台和兩條軌道，並設有大量樓梯和出口。此站設有一個夾層，入口位於介乎百老匯和大學廣場之間的14街南側。車站複合其他入口服務其他停靠此站的路線。車站已翻新並設有一部無障礙通行升降機，但只有月台前往夾層。

## 延伸閱讀
- Lee Stokey. Subway Ceramics : A History and Iconography. 1994. ISBN 978-0-9635486-1-0

## 外部連結
- 维基共享资源上的相關多媒體資源：14街-聯合廣場車站

nycsubway.org:
- nycsubway.org—IRT East Side Line: 14th Street/Union Square
- nycsubway.org—BMT Broadway Subway: 14th Street/Union Square
- nycsubway.org—BMT Canarsie Line: Union Square
- nycsubway.org – Framing Union Square Artwork by Mary Miss (1998)（页面存档备份，存于）
- nycsubway.org – Paradise Artwork by Chiho Aoshima (2005)（页面存档备份，存于）
- nycsubway.org – City Glow Artwork by Chiho Aoshima (2005)（页面存档备份，存于）

Google Maps Street View:
- 14th Street and Broadway entrance to Canarsie Line from Google Maps Street View
- 14th Street and Fourth Avenue entrance from Google Maps Street View（页面存档备份，存于）
- Entrance by Union Square East from Google Maps Street View（页面存档备份，存于）
- Union Square East and 15th Street entrance from Google Maps Street View（页面存档备份，存于）
- Entrance in Union Square Park from Google Maps Street View（页面存档备份，存于）
- Union Square West and 16th Street entrance from Google Maps Street View
- Broadway Line platforms from Google Maps Street View （页面存档备份，存于）
- Canarsie Line platform from Google Maps Street View （页面存档备份，存于）
- IRT uptown platform from Google Maps Street View （页面存档备份，存于）
- Mezzanine from Google Maps Street View （页面存档备份，存于）

Other websites:
- Station Reporter – 14th Street–Union Square Complex
- Forgotten NY – Original 28 - NYC's First 28 Subway Stations（页面存档备份，存于）
- MTA's Arts For Transit – 14th Street–Union Square（页面存档备份，存于）
- Abandoned Stations – Abandoned Stations - 14th Street side platforms（页面存档备份，存于）